# Levity
Levity ist ein US-amerikanisch-französisches Filmdrama von Ed Solomon aus dem Jahr 2003.

## Handlung
Als Jugendlicher tötete Manuel Jordan bei einem versuchten Raubüberfall den Kassierer eines Geschäfts. Er wurde dafür zu lebenslanger Haftstrafe verurteilt. Nach 22 Jahren wird er allerdings gegen seinen Willen vorzeitig freigelassen und kehrt in die Stadt zurück, in der er die Tat beging. Dort strebt er eine Form von Wiedergutmachung an.
Pastor Miles Evans bietet Jordan einen Hilfsjob im örtlichen Gemeindezentrum an. Er freundet sich ohne Nennung seines Namens mit Adele Easley, der Schwester seines damaligen Opfers, an. Als Adeles Sohn Abner in einen Gang-Konflikt gerät, versucht Jordan ihn davon abzuhalten, ein Mitglied der rivalisierenden Gang zu töten, das auf Abner geschossen hat.

## Kritiken
Michael Wilmington lobte in der Chicago Tribune die Darstellungen, vor allem jene von Billy Bob Thornton. Der Film weise „spirituelle Intensität“ aus, die in die „alltägliche Welt der USA gesetzt“ sei.

## Auszeichnungen
Ed Solomon gewann im Jahr 2003 den Award of Independent Cinema Owners des Internationalen Filmfestivals Mannheim-Heidelberg.

## Hintergrund
Der Film wurde in Montreal, Kanada gedreht. Seine Produktionskosten betrugen schätzungsweise 7,5 Millionen US-Dollar. In den Kinos der USA wurden 209 Tsd. US-Dollar eingespielt, in Italien 333 Tsd. Euro.
Die Weltpremiere des Films erfolgte am 16. Januar 2003 auf dem Sundance Film Festival.